# Khổ dâm

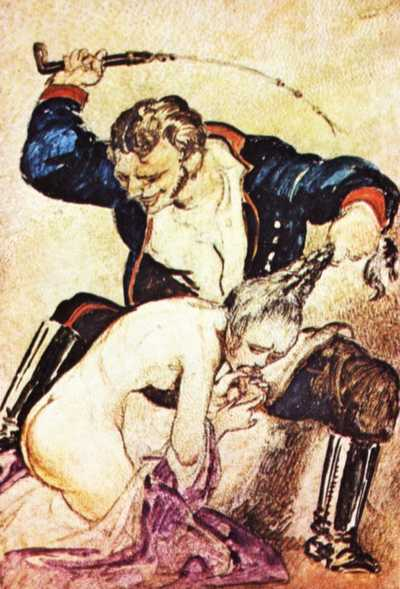
Khổ dâm

Khổ dâm (tiếng Anh: masochism) là một hình thức quan hệ tình dục có tính chất bất thường thuộc nhóm lệch lạc tình dục. Người khổ dâm chỉ có khoái cảm tình dục cực độ khi bị người khác hành hạ, làm đau đớn như bị đánh đấm hay chửi rủa. Ngược với khổ dâm là bạo dâm – khoái cảm tình dục cao độ khi bản thân hành hạ bạn tình.

## Phân loại

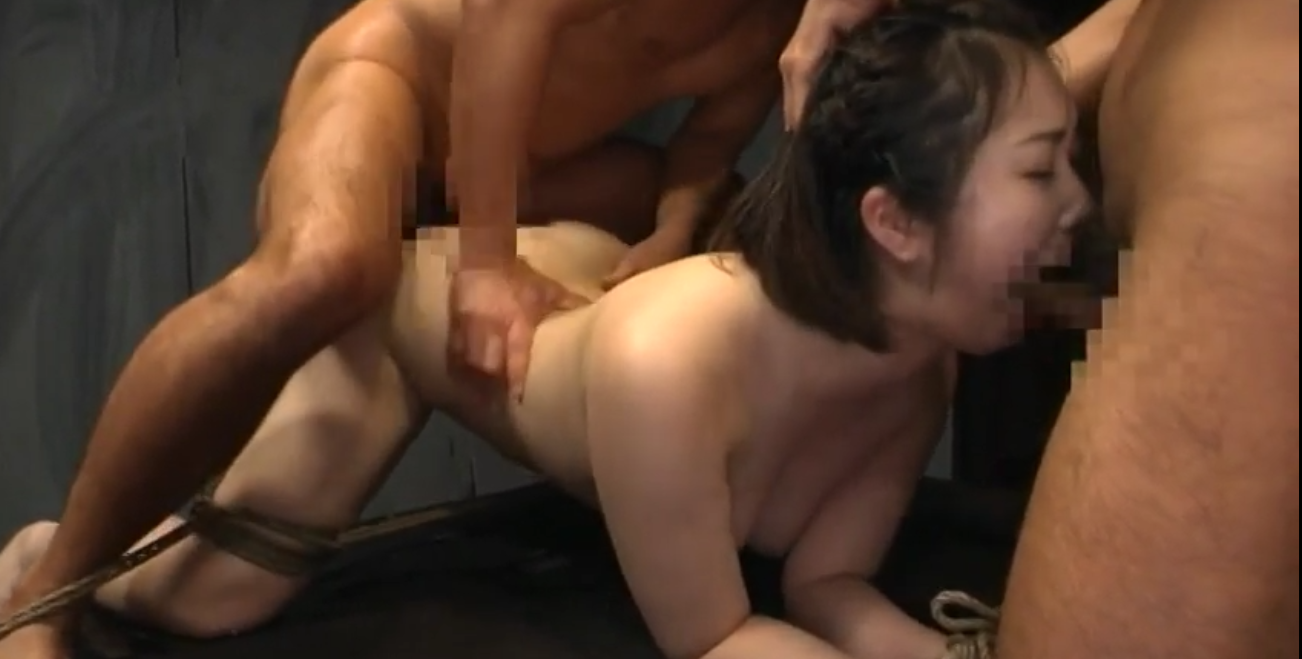
Khổ dâm nữ